# Вена Кэпиталз
«Вена Кэпиталз» (нем. Vienna Capitals) — австрийский хоккейный клуб из города Вена. Основан в 2000 году. С сезона 2001/2002 играет в Австрийской хоккейной лиге. В сезоне 2004/2005 клуб выиграл пока единственный титул.

## История
В 2001 году клуб дебютировал в Австрийской хоккейной лиге. В первом сезоне «столичники» добрались до четвертьфинала. В следующем году они повторили достижение. После провального сезона 2003/2004 команда заметно изменилась и завоевала единственное на данный момент чемпионство. Затем клуб регулярно доходил до полуфинала.

## Достижения
Австрийская хоккейная лига
- Чемпион: 2005

## Главные тренеры
- 2000—2003:  Курт Харанд
- 2003—2007:   Джим Бони
- 2007—2011:  Кевин Годе
- 2011—2014:  Томми Самуэльссон
- 2014 — н.в.:  Том Покел